# Oeceoclades seychellarum
Oeceoclades seychellarum är en orkidéart som först beskrevs av Robert Allen Rolfe och Victor Samuel Summerhayes, och fick sitt nu gällande namn av Leslie Andrew Garay och Peter Geoffrey Taylor. Oeceoclades seychellarum ingår i släktet Oeceoclades och familjen orkidéer. IUCN kategoriserar arten globalt som utdöd. Inga underarter finns listade i Catalogue of Life.